# Angsana (Angsana)
Angsana is een bestuurslaag in het regentschap Pandeglang van de provincie Banten, Indonesië. Angsana telt 4092 inwoners (volkstelling 2010).